# Albion (Washington)
Albion je gradić u američkoj saveznoj državi Washington. Prema popisu stanovništva iz 2010. u njemu je živjelo 579 stanovnika.